# Talbrücke Nordumgehung Rottweil

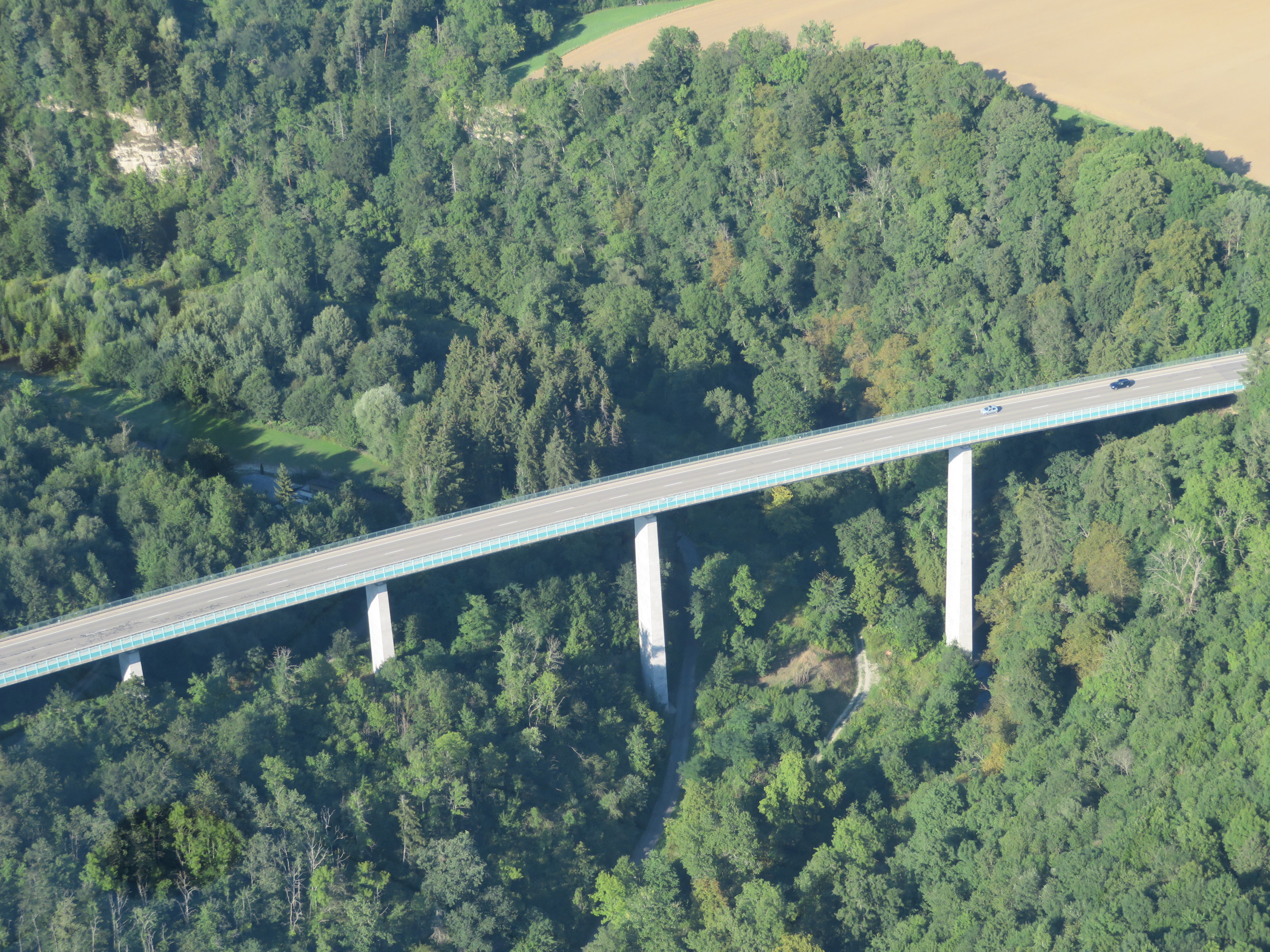
Talbrücke, gesehen vom Thyssenkrupp Testturm.

Die Talbrücke der Nordumgehung Rottweil ist eine 2002 fertiggestellte Querung der Bundesstraße 27 über den Neckar rund ein Kilometer nördlich von Rottweil mit einer Gesamtlänge von 295 Metern. Sie besteht aus fünf Feldern mit den Weiten von 45 m, 50 m, 58 m, 72 m und 70 m. Ende Juli 1999 wurde mit dem Bau der Brücke begonnen, im August 2001 sollte sie ursprünglich fertiggestellt sein. Um das Neckartal zu überspannen, werden vier Pfeiler benötigt. Der Bau der Brücke kostete 11 Millionen DM.
Für den Bau des Brückenkörpers wurde das Taktschiebeverfahren angewendet, einzelne vorgefertigte Hohlkörper wurden vom westlichen Brückenkopf aus eingefahren. Im Taktschiebeverfahren wurden jeweils 30 Meter der Fahrbahn betoniert. Der Vorbauschnabel selbst hatte eine Länge von 42 Metern und wog 160 Tonnen. Der Spannstahl verläuft nicht innerhalb des Betons der Brücke, sondern im Hohlraum des Brückenkörpers.
Am 30. November 2001 wurde ein großer provisorischer Hilfspfeiler der neuen Neckarbrücke gesprengt. Gegen 15 Uhr explodierten vier Kilogramm Nitroglyzerin und brachten den 300 Tonnen schweren Betonpfeiler zum Umstürzen. Der Hilfspfeiler wurde beim Bau der Brücke benötigt, um die Spannweite zwischen den eigentlichen Pfeilern (72 Meter) überwinden zu können. Am Freitag, dem 18. Oktober 2002 wurde die neue Nordumgehung Rottweils offiziell eröffnet. Die Höhe über Grund beträgt 58 m.
In Sichtweite der Brücke steht der Thyssenkrupp Testturm.